# Dicranomyia iniquispina
Dicranomyia iniquispina är en tvåvingeart som först beskrevs av Hardy 1953.  Dicranomyia iniquispina ingår i släktet Dicranomyia och familjen småharkrankar. Inga underarter finns listade i Catalogue of Life.